# Прощай, село
«Прощай, село» — п'єса українського письменника Миколи Куліша, останній твір трилогії про українське село, до якої входили також твори «97» і «Комуна в степах».

## Сюжет
Південь УРСР, початок 1930 року. Дія починається в хаті, де присутні селянин Роман, його дружина Мотрона, син Никандер і баба Василина. Приходить довгоочікуваний Марко, старший син Романа, якого не було вдома 11 років. У цей час настав святвечір, але Роман святкує його по-радянськи, цурається християнських символів. Василина засуджує це, вона дотримується давньої традиції. Никандер теж не хоче святкувати, але тому, що бажає цілком нового, комуністичного святкування. Марко стає на його бік, але дивується сільському життю. Марку здається, що там уже все мусить бути по-міському.
Селянин Ільченко, якому Марко доводиться сватом, дізнається від свого сина Дмитрика про появу Марка. Дмитрик вихований по-радянськи і всіляко намагається це продемонструвати. Він зневажає свого батька, бо той «кулак». Селяни обговорюють утворення колгоспу. Керує ними старий партизан Пархімча, що намагається усе робити, як у війську. Він дорікає Христану, що той виписався з колгоспу. Христан вважає, що селу зарано бути в колгоспі, хоча загалом схвалює колективізацію. У місцевого «пророка» Зосими теж свій погляд, він наївно шукає в комуністичних ідеях Бога. Роман проти колективізації, бо розуміє, що здобутий селянами добробут змарнується. Марко навпаки вірить, що колгоспи корисні та свариться з Василиною.
Ільченко має вдома коштовності, які хоче переховати. Мотрона побоюється, що хтось побачить скарб і вкраде його. Пархімча закликає селян підтримати колективізацію, потім вони святкують перехід більшості в колгосп. Дмитрик вдає з себе хворого і лишається вдома, щоб викрасти батькові коштовності й довести свою вірність комуністам.
Марко вихваляє переваги колективізації, так, як нова стайня. Селянки одностайно підтримують вступ до колгоспу і кличуть туди своїх чоловіків. Коли викривається, що Ільченко мав коштовності, йому відмовляють у вступі до колгоспу. Селяни влаштовують спалення ікон як символів колишнього життя. Стається суперечка між Пархімчею і Зосимою. Марко дає команду підпалити ікони. Зосиму, Ільченка та його дружину ухвалюють виселити з УРСР; їх забирають конвоїри. Пархімча наказує всім іншим йди до колгоспу.

## Історія
Закінчено написання твору було у лютому 1933 року, тоді ж опубліковано у журналі «Радянська література» (№ 4). Наступного року вона вийшла окремим виданням (Харків — «Радянська література») — вже під назвою «Поворот Марка». Між цими двома виданнями сталися важливі події у тодішньому літературному житті України — самогубства Хвильового і Скрипника, ситуація різко загострилася і почалися арешти. Через це на вимогу видавництва довелося змінити назву драми — у назві «Прощай, село» цензори вбачали мало не знищення українського села під час примусової колективізації та штучного голоду 1932—1933 років.
Автор був змушений також зробити значні зміни і у тексті, зокрема у ІІ дії, картині другій, яві 1-ій: якщо у першому варіанті Марко лише натяком підтримує Дмитрика, то в другому сказано уже прямо: «І Дмитрика прийняв до комсомолу…». Характерною є також зміна у фіналі: Роман тепер уже не сумнівається, який йому обрати шлях: «Аж ось коли легше стало. Рушаю тепер, Марку, з тобою і з вами, товариші, рушаю без ваги!». Навіть остання ремарка у двох редакціях відрізняється: у першому — «Вибухла музика. Зарипіли вози», у другому — «Вибухла музика. Задзвеніли плуги».
Через ці та інші причини п'єса «Прощай, село» майже не показувалася на сценах тодішніх театрів. Єдина з відомих прем'єр того часу — вистава Київського Польського театру (постановка Л. Шклярського, художник Б. Вейсман, композитор І. Ройзентур, 1933 рік).
| Так за іронією долі, гостросучасний твір про українське село виходив тоді до глядача в одязі польського слова |
Після тривалої перерви п'єсу тричі друкувало видавництво «Дніпро» — у 1960, 1969 та 1983 роках.
У ЦДАЛМ (Москва) зберігається примірник російського перекладу п'єси (1930—1934), зроблений П. Зенкевичем